# 717. pehotna divizija (Wehrmacht)
717. pehotna divizija (izvirno nemško 717. Infanterie-Division;kratica 717ID) je bila pehotna divizija Heera v času druge svetovne vojne.

## Zgodovina
Divizija je bila ustanovljena 11. aprila 1941 kot zasedbena divizija 15. vala. Delovala je v zasedbi Srbije in 21. oktobra 1941 so njeni pripadniki v Kragujevcu ustrelili večje število talcev. Starejši jugoslovanski viri so poročali o več kot 7.000 ustreljenih, medtem ko so Nemci so v svojem poročilu navedli podatek, da je bilo ustreljenih 2.300 ljudi. V novejših pa se srbski in nemški zgodovinarji strinjajo, da je bilo ustreljenih 2.778 ljudi. To je bil eden izmed največjih vojnih zločinov med drugo svetovno vojno v Kraljevini Jugoslaviji. Med ustreljenimi je bilo tudi 18 profesorjev in ravnatelj ter več kot 300 dijakov od 4. do 8. razreda gimnazije ter 15 otrok mlajših od 12 let.
1. aprila 1943 je bil divizija preoblikovana v 117. lovsko divizijo.

## Vojna služba
| Datum        | Delovanje       | Korpus                | Armada            | Armadna skupina           | Področje    |
| maj 1941     | v ustanavljanju |                       |                   |                           | 17. WK      |
| junij 1941   |                 | 11. armadni korpus    | 2. armada         | Armadna skupina Jugovzhod | Jugoslavija |
| julij 1941   |                 | 65. armadni korpus    | 12. armada        | Armadna skupina Jugovzhod | Srbija      |
| april 1942   |                 | Befehlshaber Serbien  | 12. armada        | Armadna skupina Jugovzhod | Srbija      |
| februar 1943 |                 | Befehlshaber Kroatien | 12. armada        | Armadna skupina Jugovzhod | NDH         |
| marec 1943   |                 | Befehlshaber Kroatien | Armadni oddelek E | Armadna skupina Jugovzhod | NDH         |

## Organizacija
- 737. pehotni polk
- 749. pehotni polk
- 670. artilerijski bataljon
- 717. divizijske enote

## Pripadniki
Divizijski poveljniki
| 1. | Generalmajor Paul Hoffmann       |  | (17. maj 1941 – 1. november 1941)    |
| 2. | Generalporočnik Walter Hinghofer |  | (1. november 1941 – 1. oktober 1942) |
| 3. | Generalporočnik Benignus Dippold |  | (1. oktober 1942 – 1. april 1943)    |